# Zhong Ding
Zhong Ding (仲丁) (siglo XV a.  C.) fue un rey de China de la dinastía Shang.
En las Memorias históricas, Sima Qian le coloca en décimo lugar en la lista de reyes Shang, sucediendo a su padre, Tai Wu (太戊). Fue entronizado en el año de Xinchou (chino:辛丑), con Bo (亳) como su capital.
En el primer año de su reinado, trasladó la capital a Ao (隞). Gobernó durante 11 años, antes de su muerte. Le fue dado el nombre póstumo de Zhong Ding, y fue sucedido por su hermano, Wai Ren (外壬).
Inscripciones sobre huesos oraculares hallados en Yinxu dan otros datos alternativos. Le colocan, alternativamente, en el puesto noveno de la lista de reyes Shang, sucediendo a su tío, Yong Ji (卜丙), le dan el nombre póstumo de Sanzu Ding (三祖丁), y como sucesor, a su hermano, Wai Ren.